# Gil Eannes (Schiff, 1955)
Die Gil Eannes ist ein 1955 gebautes Hospitalschiff, das bis 1973 zur Unterstützung der portugiesischen Kabeljaufischer im Nordatlantik eingesetzt wurde und seit 1998 als Museumsschiff in Viana do Castelo liegt.

## Bau und technische Daten
Das erste portugiesische Hospitalschiff mit dem Namen Gil Eannes war das frühere deutsche Frachtschiff Lahneck, das Portugal 1916 nach Kriegseintritt auf Seiten der Alliierten beschlagnahmt und 1927 für die neue Aufgabe umgebaut hatte. Als Ersatz für das inzwischen veraltete Schiff beauftragte das Grémio dos Armadores de Navios da Pesca do Bacalhau („Vereinigung der Kabeljaufischer“) 1954 die Werft Estaleiros Navais de Viana do Castelo in Viana do Castelo mit einem Neubau.
Für die erst 1944 gegründete Werft war der Neubau nach mehreren Trawlern eines der ersten größeren Schiffe. Sie konstruierte es speziell als Versorgungs- und Krankenhausschiff für die „Weiße Flotte“ der Kabeljaufischer, der Frota Branca, das unter der Baunummer 15 auf Kiel gelegt wurde. Beim Stapellauf am 20. März 1955 erhielt es den Namen des Vorgängers Gil Eannes nach dem portugiesischen Seefahrer und Entdeckungsreisenden Gil Eanes aus dem 15. Jahrhundert.
Ihre Länge beträgt 98,45 Meter, sie ist 13,72 Meter breit, hat einen Tiefgang von 5,49 Metern und ist mit 3467 BRT bzw. 1805 NRT vermessen bei einer Tragfähigkeit von 2274 Tonnen. Für die Fahrten im Nordatlantik war der Rumpf eisverstärkt. Der Antrieb bestand aus zwei Dieselmotoren von Fairbanks, Morse and Company aus Beloit (Wisconsin), die jeweils 1400 PS erzielten und auf zwei Schrauben wirkten. Damit erreichte sie eine Höchstgeschwindigkeit von 12,5 Knoten. Zur Besatzung zählten als Hospitalschiff 72 Offiziere und Mannschaften. Dazu war Platz für bis zu 6 Passagiere und 74 Patienten.
Die Gil Eannes war bereits in der Planung als Hospitalschiff vorgesehen und wurde wie ein kleines Krankenhaus ausgestattet mit Stationen, Behandlungsraum, Radiologie, zwei Operationssälen, Kapelle und Freizeiträumen. An Bord reisten drei Ärzte und Pfleger, aber auch ein Priester mit, die ihre Dienste auch Fischern anderer Nationen zukommen ließen. Gleichzeitig diente das Schiff neben der medizinischen auch zur materiellen Versorgung der Fischer und verfügte dazu über Kühlräume für Lebensmittel sowie Lagerräume für Ausrüstungsgegenstände und Treibstoff.

## Geschichte
Kurz nach der Indienststellung am 3. Mai 1955 führte die Jungfernfahrt der Gil Eannes in den Nordatlantik auf die Neufundlandbank zur Unterstützung der portugiesischen Fangflotte. Wichtigstes Ereignis der „Weißen Flotte“ der damaligen Zeit war die Ankunft der Gil Eannes im Mai 1955 mit einer Statue der Madonna von Fátima. Sie war ein Geschenk der portugiesischen Fischer an die Bevölkerung von St. John’s, die ihnen immer freundlich und hilfsbereit begegnet war. Zu diesem Ereignis lief mit der neuen Gil Eannes die gesamte portugiesische Fangflotte in den Hafen und rund 4000 Fischer brachten die Statue in einer Prozession zur Basilika von St. John’s.
Wie ihr Vorgänger begleitete das neue Hospitalschiff die Fangflotte auf ihren Fangreisen. Auf einer typischen Reise begann die Fischereisaison im April/Mai eines Jahres, bei der sie eine Ladung Salz nach Neufundland brachte. Vor Ort betreute sie die portugiesischen Fischer medizinisch und mit Nachschubgütern. Sie lieferte Post, frische Lebensmittel, Treibstoff und andere Nachschubgüter, wurde aber auch als Schlepper, Eisbrecher und Rettungsschiff genutzt: War ein Dory von einem der Kabeljaufänger im Eis eingeschlossen, schuf die Gil Eannes eine befahrbare Rinne für die Rückfahrt des Dories.
Die letzte Reise nach Neufundland machte das Schiff 1973 – zu dieser Zeit endete die portugiesische Fischerei auf der Neufundlandbank, da die Überfischung zu Konflikten mit Kanada geführt hatte. In der Folgezeit diente die Gil Eannes als Frachtschiff für den Transport von getrocknetem Kabeljau von Norwegen nach Lissabon. 1975, nach einer Zeit als Auflieger im Hafen von Lissabon, beorderte die portugiesische Regierung das Schiff als schwimmendes Krankenhaus nach Angola und brachte Flüchtlinge aus Angola nach Portugal. Anschließend unternahm es wieder Fahrten als Frachter nach Norwegen, Kanada, Südafrika und Spanien. 1984 wurde das Schiff in Lissabon endgültig aufgelegt und 1997 zum Abwracken verkauft.
Mit der Nachricht der anstehenden Verschrottung bemühte sich die Stadt Viana do Castelo um das Schiff, da sie an die maritime Vergangenheit der Stadt erinnern wollte. Mit Unterstützung der Gemeinde, von Institutionen, Unternehmen und Bürgern restaurierte die „Gil Eannes-Kommission“ bzw. die spätere „Gil Eannes-Stiftung“ das Schiff und machte es 1998 als Museumsschiff zugänglich.